# Musée archéologique de Délos
Le Musée archéologique de Délos (en grec moderne : Αρχαιολογικό Μουσείο Δήλου) est un musée installé sur l'île de Délos, dans le sud de la mer Égée, en Grèce.
Le musée est connu pour sa vaste collection de statues découvertes sur le site antique. Certains objets trouvés à Délos sont conservés au Musée national archéologique d'Athènes.
La céramique délienne transportée à Rhénée lors de la purification de l'île en 426 av. J.-C. et fouillée dans les dernières années du XIXe siècle est conservée au Musée archéologique de Myconos.
Le Musée archéologique de Délos est inscrit sur la liste du patrimoine mondial de l'UNESCO.

## Historique

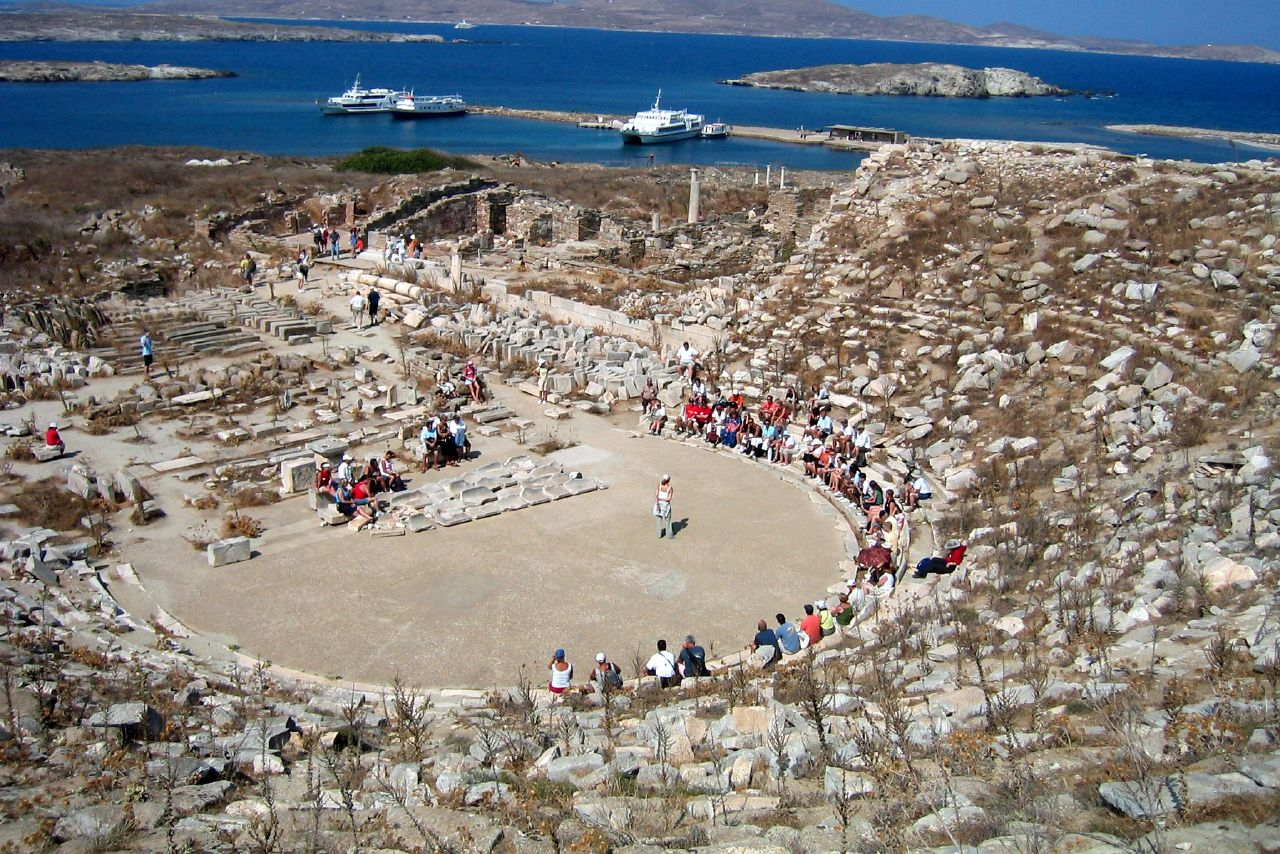
Le théâtre de Delos, construit en -300, pouvait accueillir 5500 spectateurs, en marbre préservé, situé dans un amphithéâtre naturel.

L'École française d'Athènes a commencé à fouiller sur l'île de Délos en 1872, dans un projet à grande échelle, qui est toujours en cours aujourd'hui,.
Le musée a été construit sur place en 1904 par la Société archéologique d'Athènes pour accueillir les découvertes archéologiques. Puis, à mesure que la collection s'accumulait, les cinq salles d'origine ont été agrandies en 1931, puis étendues à neuf salles en 1972.

## Collections
Les plus anciens éléments de la collection de céramique remontent à 2500 av. J.-C., mais les figurines de terre cuite, les bijoux et les mosaïques datent pour l'essentiel des IIe et Ier siècle av. J.-C.. Sur les neuf salles du musée, six d'entre elles abritent les statues et reliefs trouvés à Délos ; deux salles sont consacrées à la céramique et la dernière expose des objets de la vie quotidienne dans la Grèce antique.

### Époque mycénienne
Une grande plaque d'ivoire de 1400-1200 av. J.-C. représente un soldat mycénien coiffé d'un casque fait de défenses de sangliers et équipé d'un bouclier et d'une lance,. Elle provient du cap Artémision, tout comme d'autres objets d'or, d'ivoire et de bronze.

### Époque archaïque

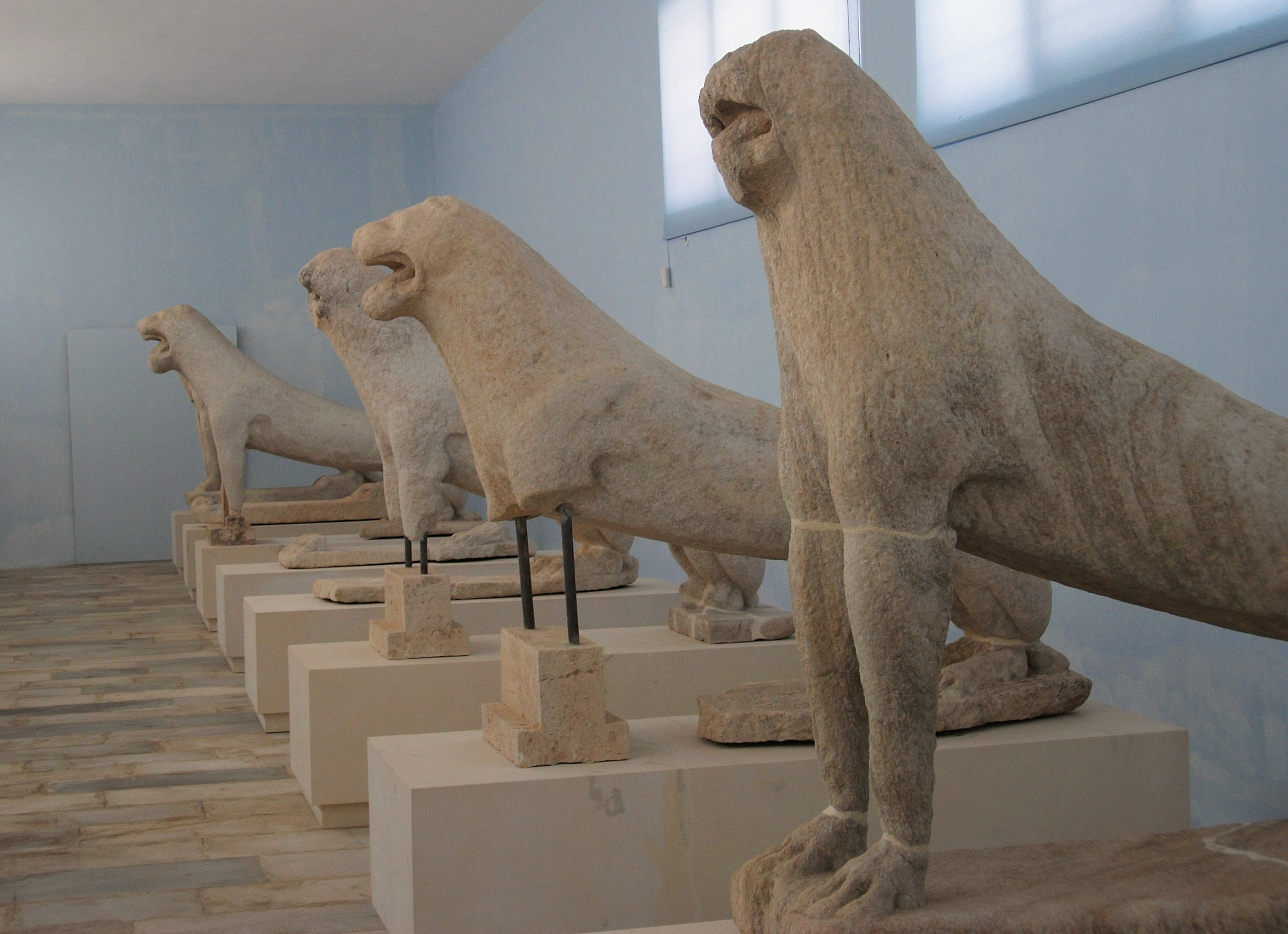
Lions naxiens de la terrasse des Lions. Marbre, 620-600 av. J.-C.

Les grandes statues de lions sont les originaux de celles reproduites à l'extérieur sur le site du sanctuaire. 
On peut voir aussi le torse d'un kouros du VIe siècle av. J.-C., et la base triangulaire d'un autre kouros trouvée dans le sanctuaire d'Apollon, portant une inscription du VIIe siècle av. J.-C. gravée sur une face, disant : « Euthycartide de Naxos m'a fait et consacré ».
Un alabastre corinthien, petit récipient à huile parfumée, portant une représentation artistique de Potnia Thêrôn (Πότνια Θηρῶν), maîtresse des bêtes sauvages et protectrice de la chasse, parmi deux cygnes, a été découvert dans l'Héraion (fi) avec des vases corinthiens similaires de la fin du VIIe siècle av. J.-C.
Le musée possède également une statue féminine archaïque, trouvée dans le sanctuaire d'Apollon et datée de 580 av. J.-C..

### Époque classique
Une statue de marbre du Ve siècle av. J.-C., dépeint l'enlèvement de la princesse athénienne Orithye par Borée. Deux habitants de l'île de Délos, Dioscouride et sa femme Cléopâtre, sont figurés par des statues de marbre de 138 av. J.-C., trouvées dans leur maison,.

Époques archaïque et classique
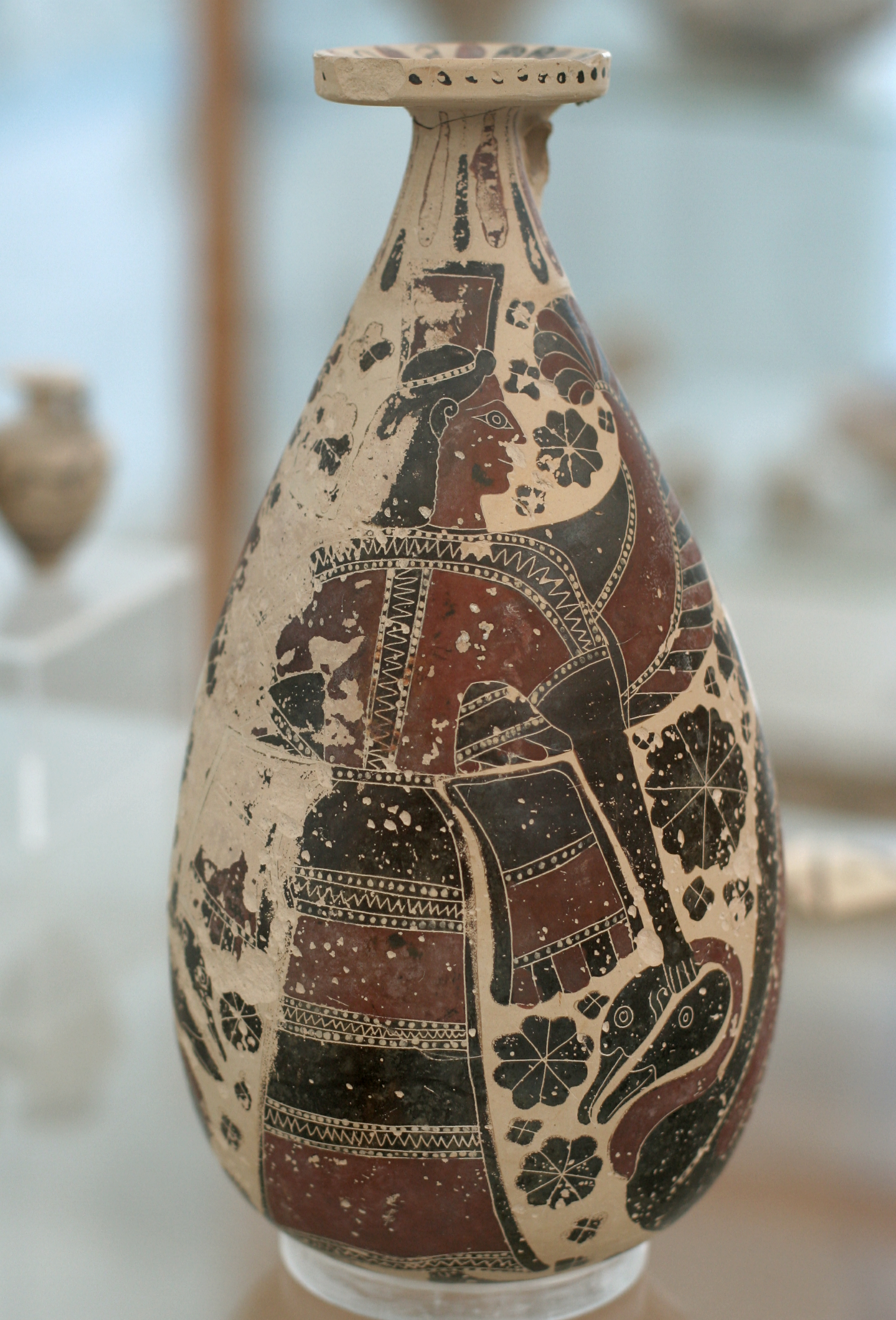
Alabastre, Artémis avec des cygnes. Héraion. Production corinthienne, 620-600 av. J.-C.
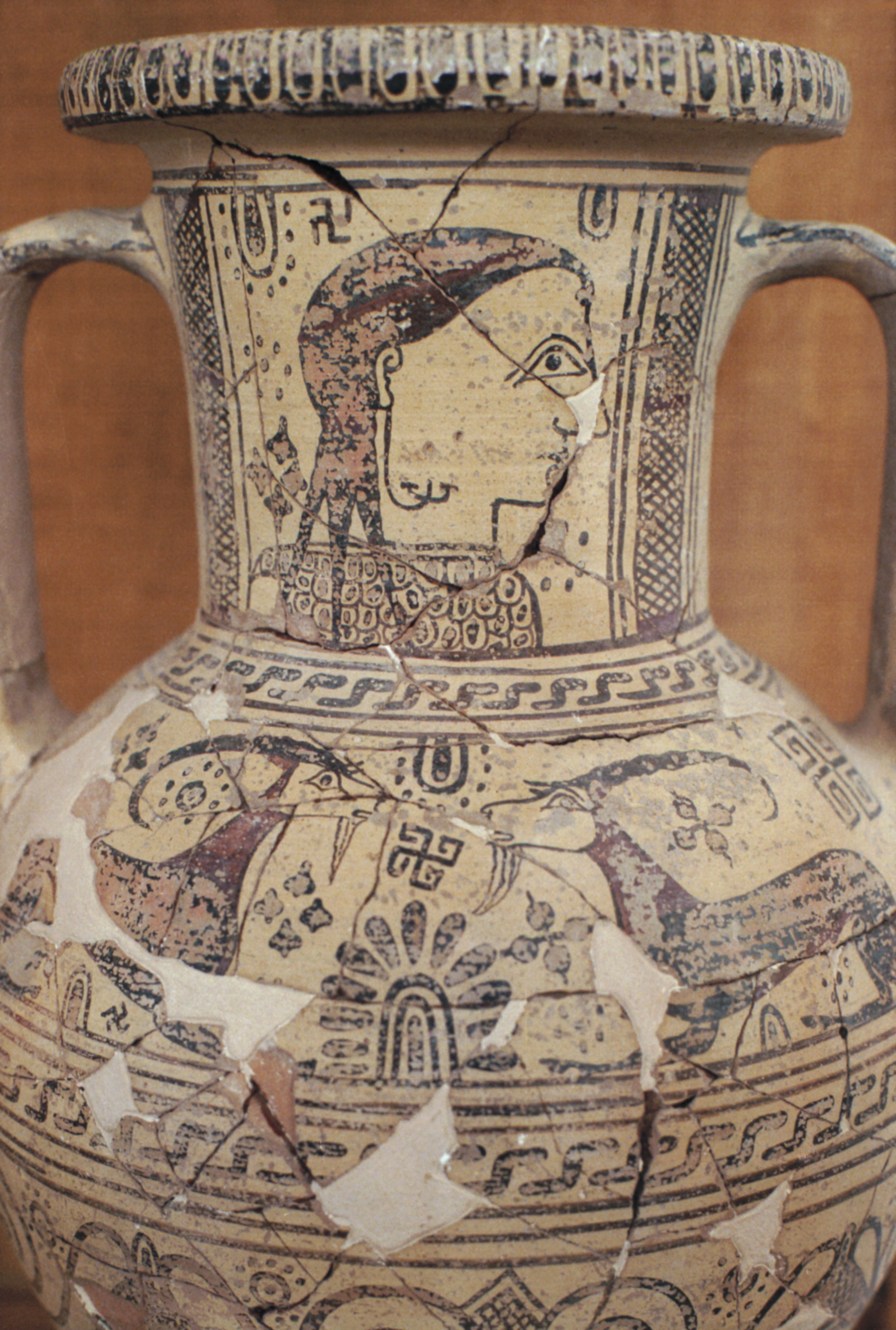
Amphore mélienne du sanctuaire de Zeus au sommet du Cynthe, 620-600 av. J.-C.
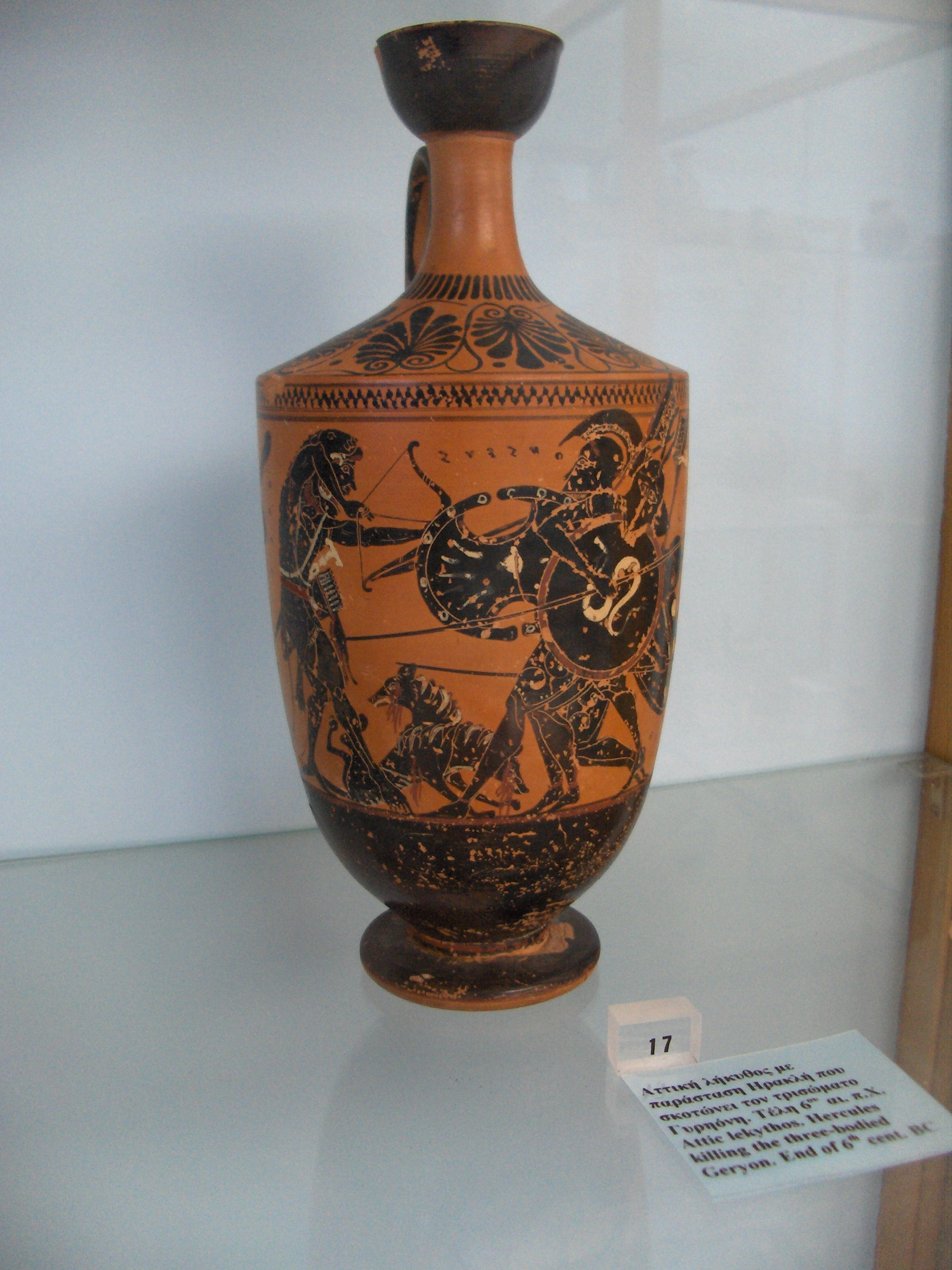
Héraclès combattant Géryon, monstre à trois corps. Lécythe attique, fin du VIe siècle av. J.-C.
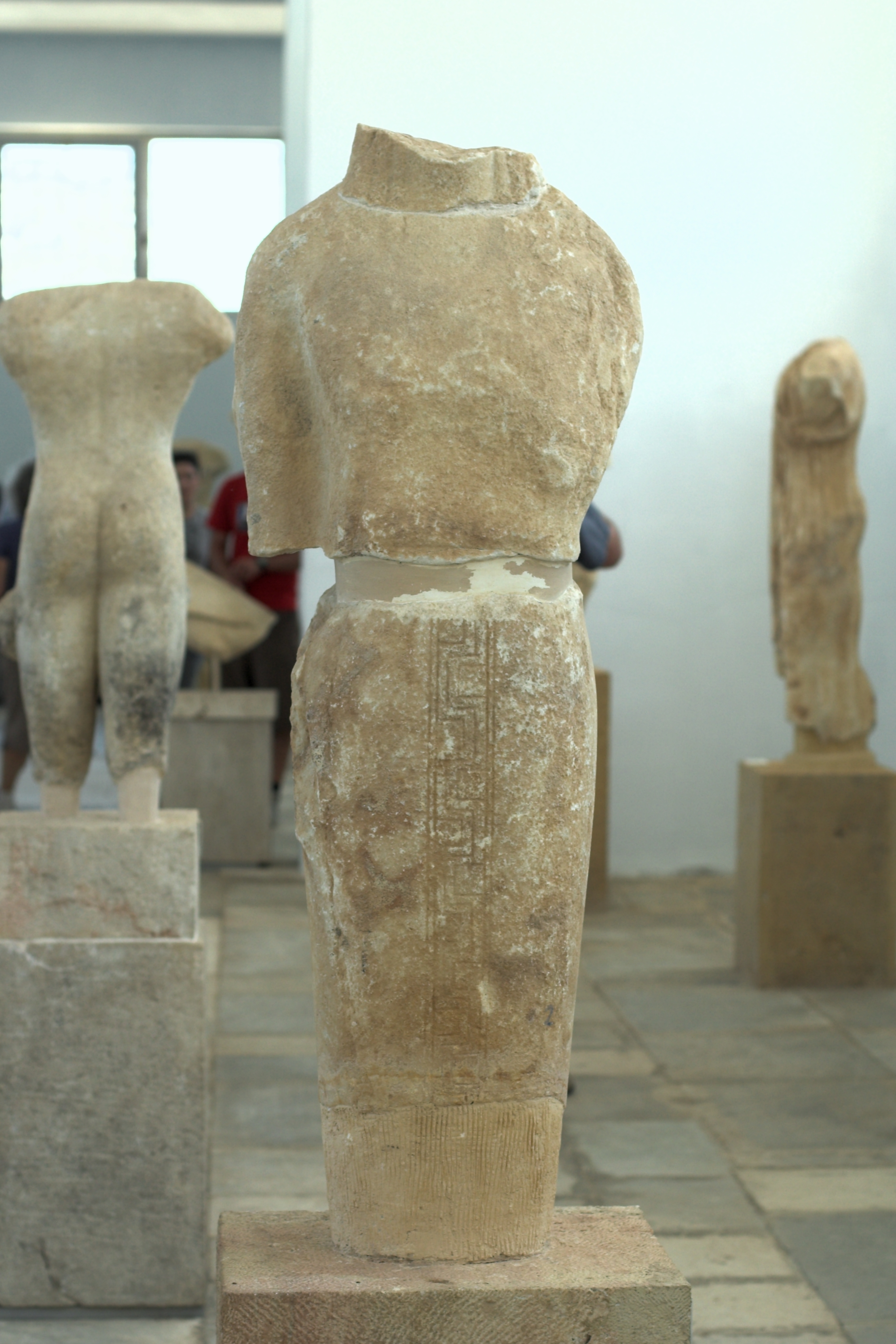
Korè au péplos, faite à Paros, 580 av. J.-C. Trouvé dans le temple d'Apollon à Délos.
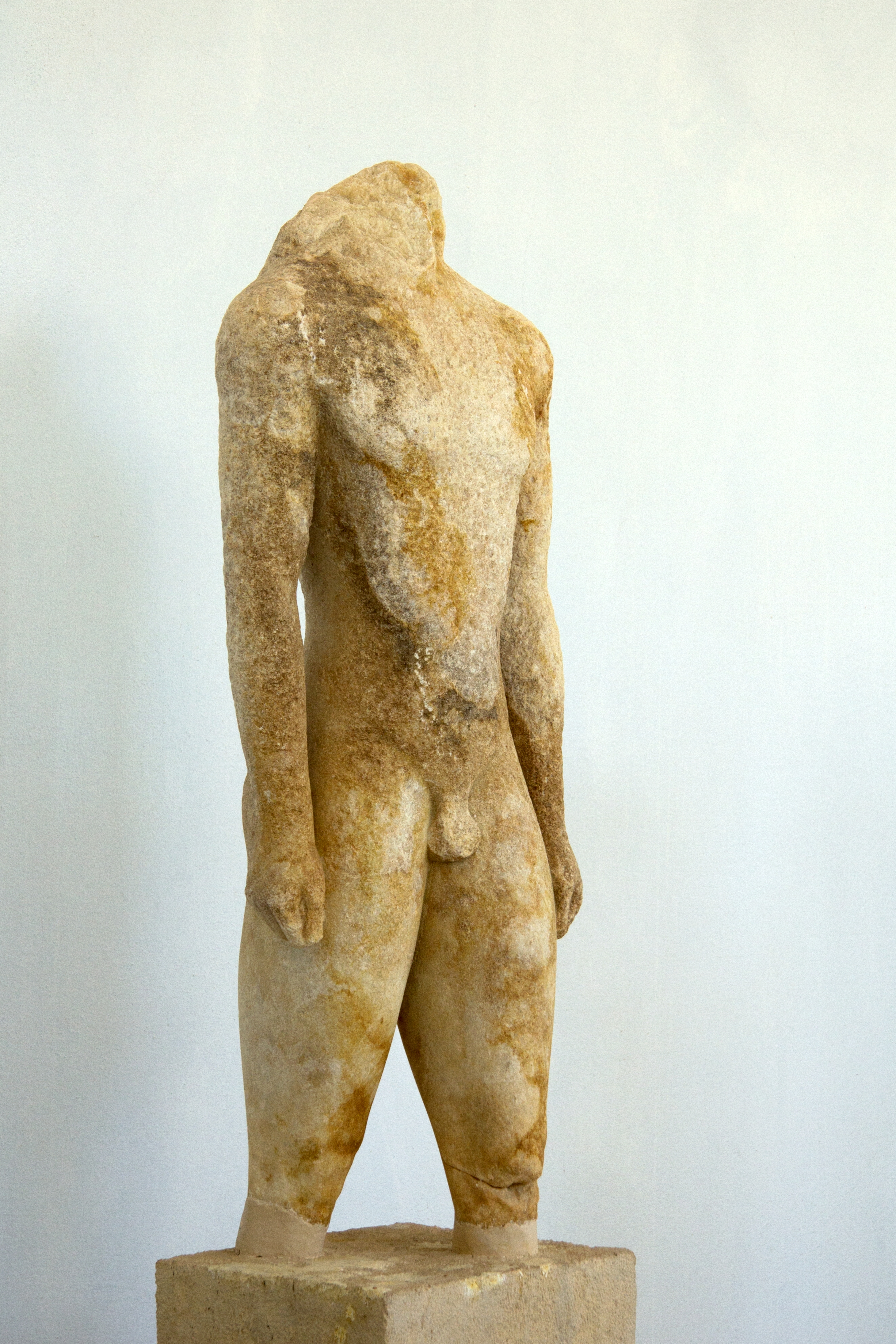
Kouros naxien. Marbre, vers 550 av. J.-C. Trouvé à Délos.
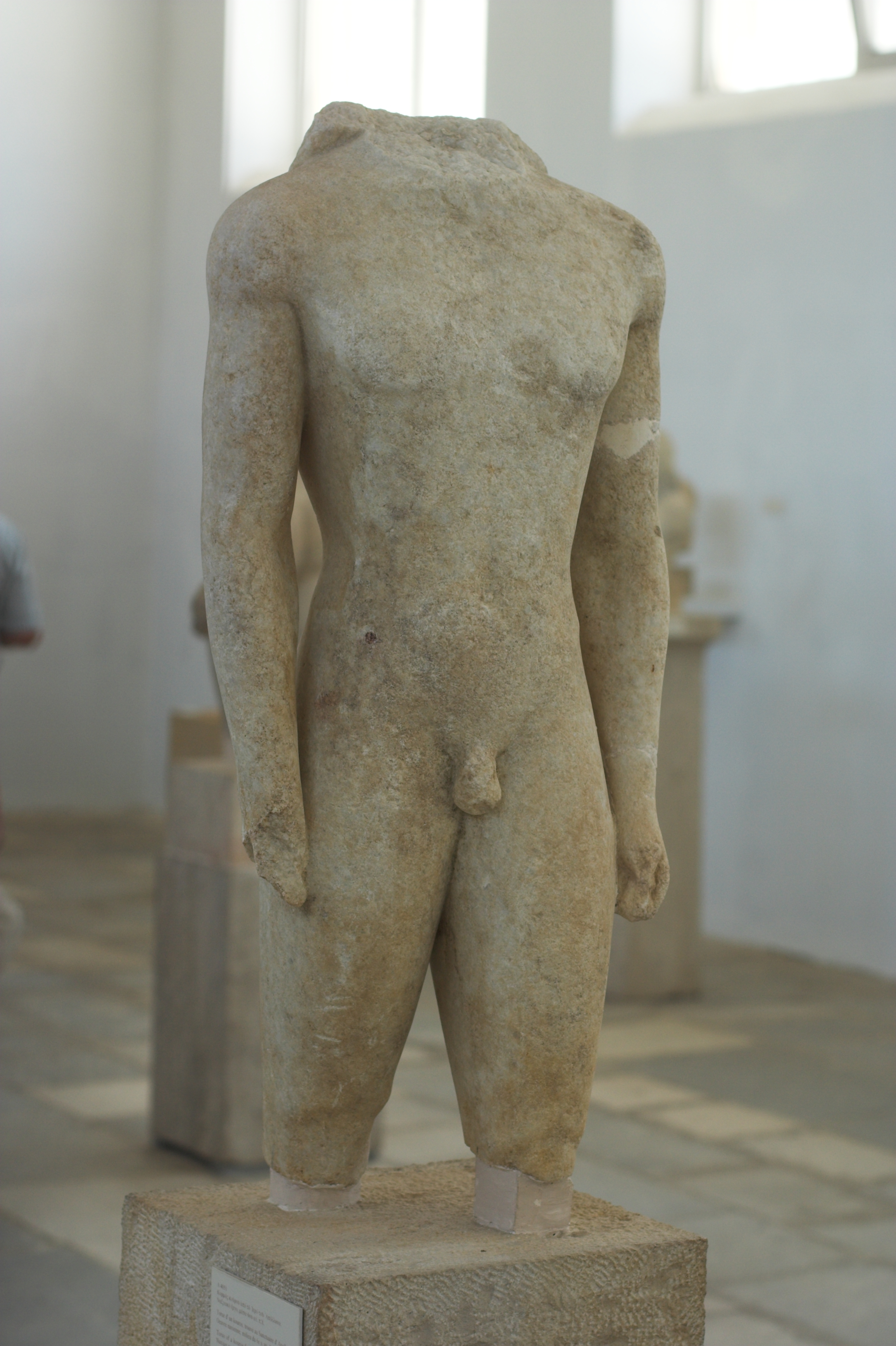
Torse d'un kouros naxien, vers 550 av. J.-C. Trouvé à Délos.
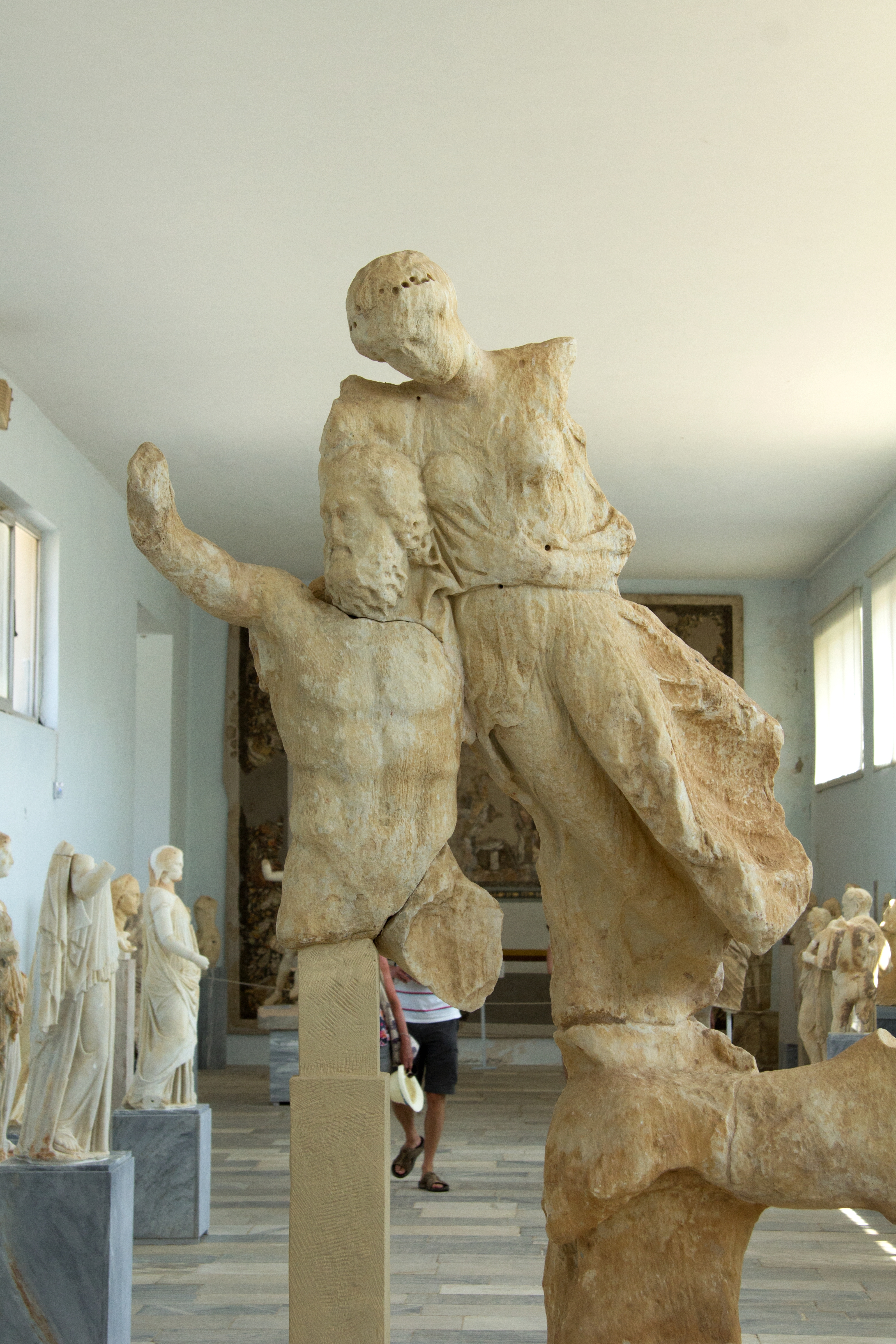
Borée enlève Orithie. Acrotère central du temple d'Apollon à Délos. Production athénienne, 421-417 av. J.-C.

### Période hellénistique

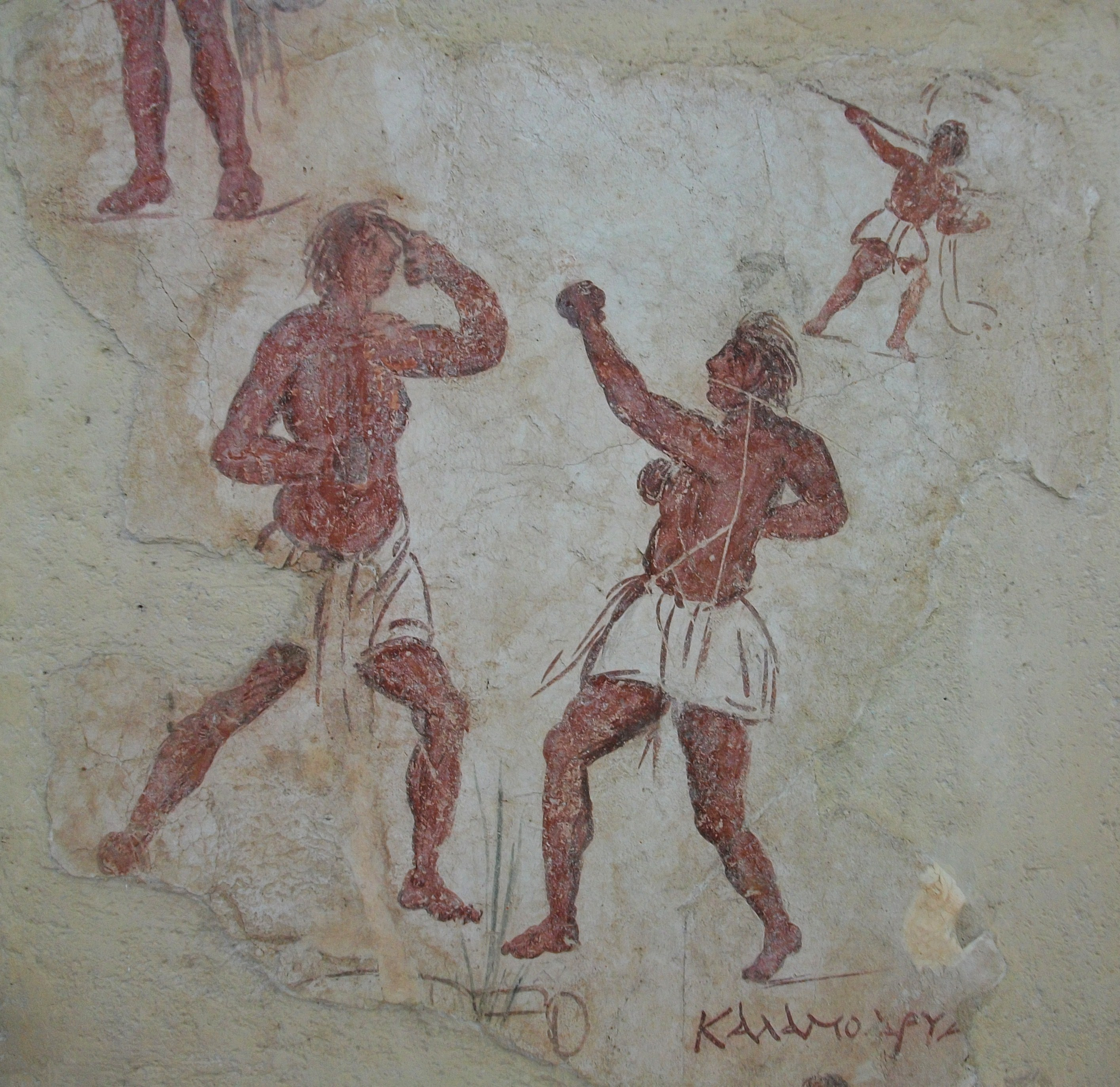
Fresque de la maison de la Colline représentant deux lutteurs et un trompettiste.

Il y a aussi une précieuse fresque prélevée sur le mur extérieur d'une maison du quartier de Skardana, représentant Héraclès, avec deux boxeurs et un homme jouant de la flûte ou de la trompette. L'inscription indiquant « Kalamodrya » semble faire référence à un célèbre boxeur du Ier siècle av. J.-C..

### Période romaine

Périodes hellénistique et romaine
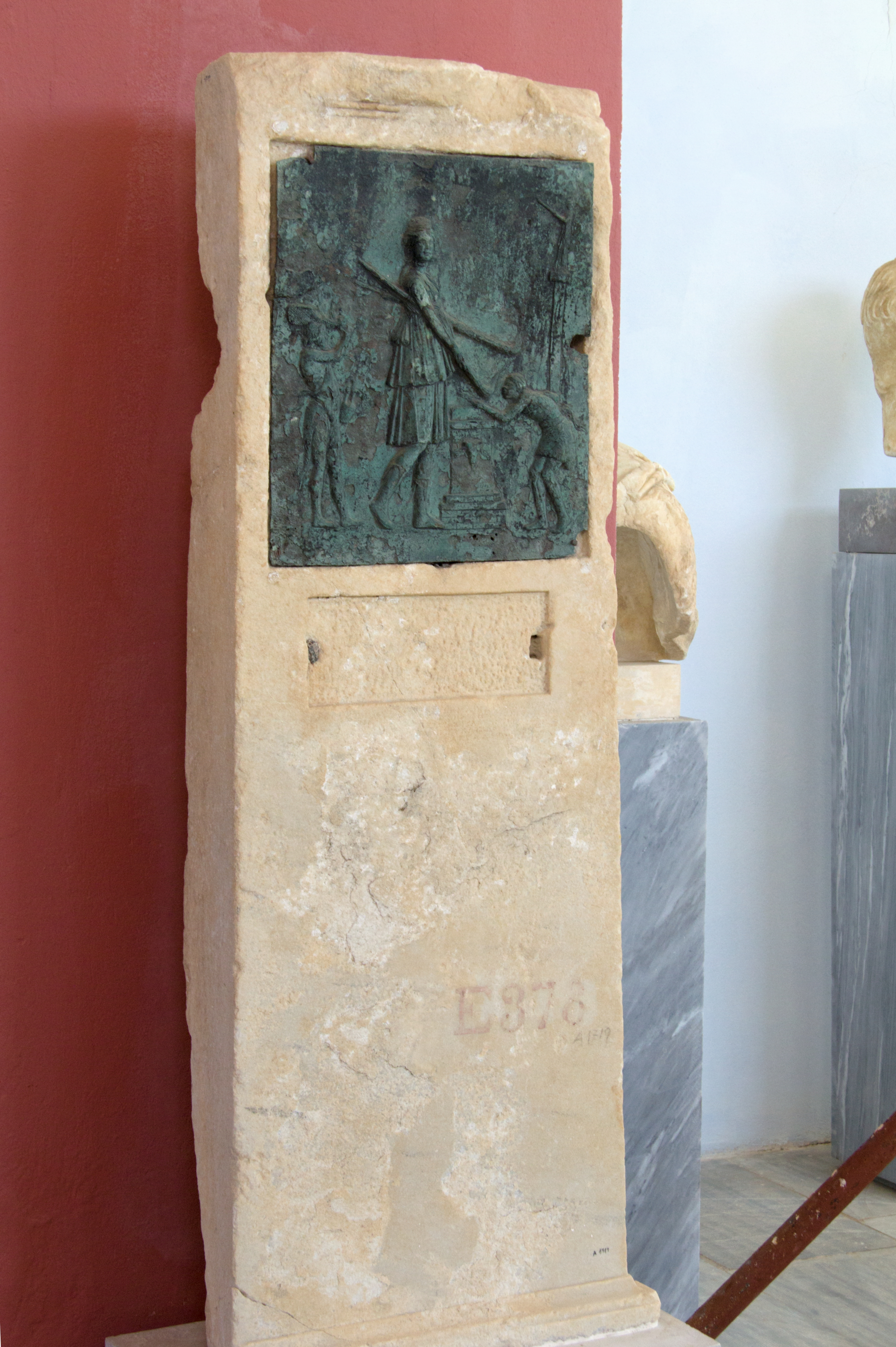
Relief en bronze d'une stèle votive dédiée à Artémis, avec deux satyres préparant un sacrifice, 225-200 av. J.-C.
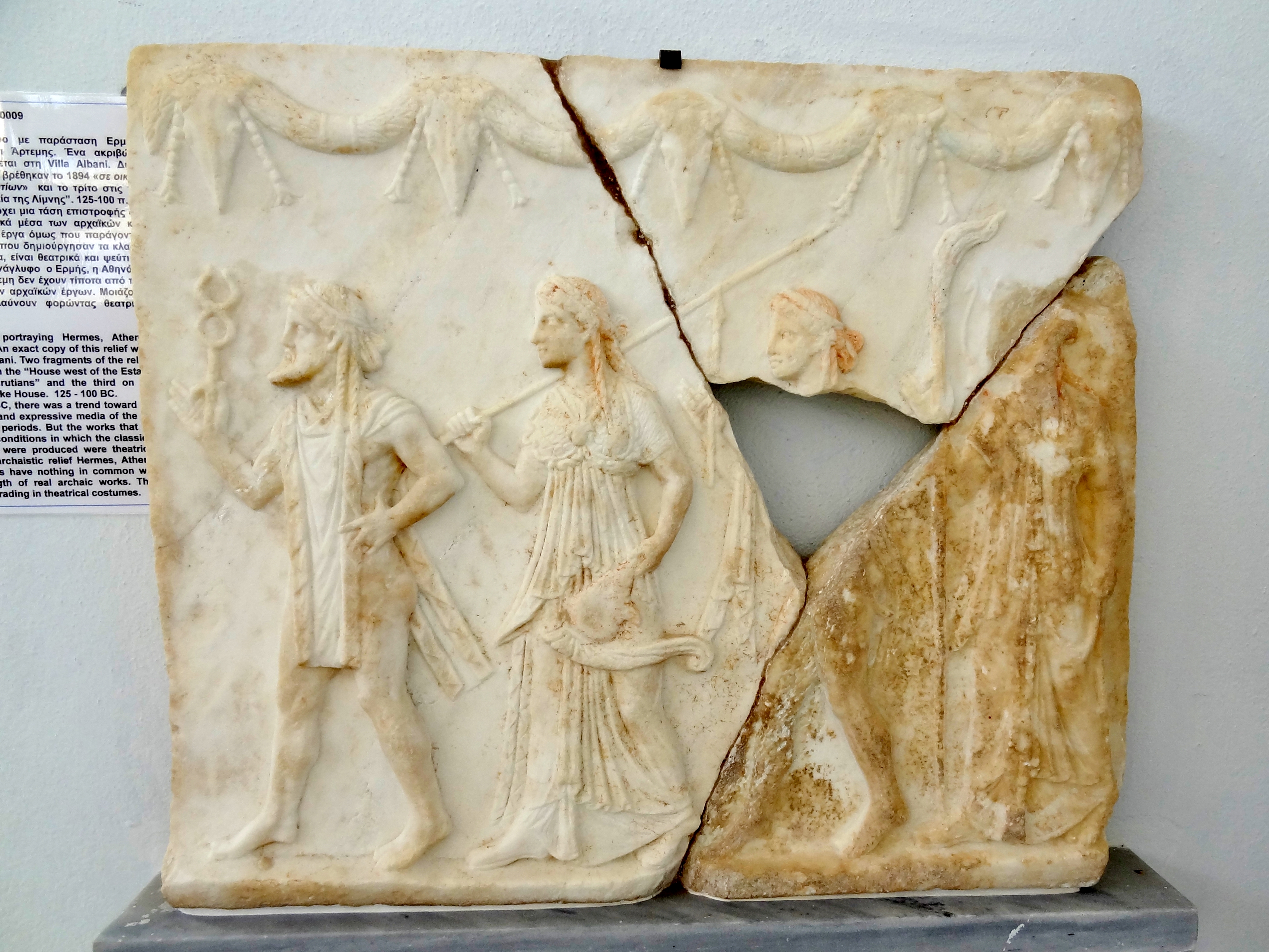
Hermès, Athéna, Apollon. Relief de la maison du Lac, IIe siècle av. J.-C.
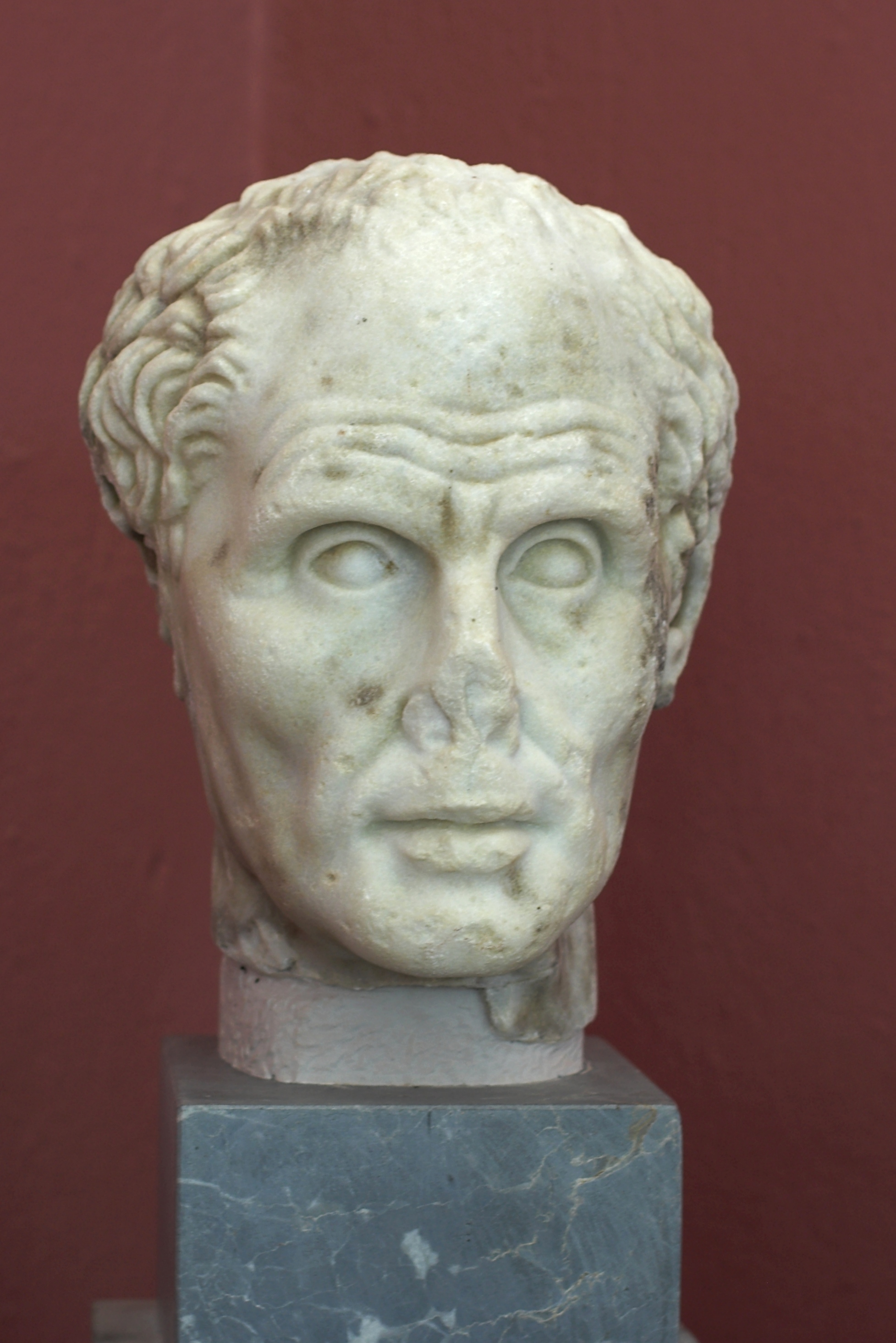
Tête d'un homme âgé, de la palestre du Lac, fin du IIe siècle av. J.-C.
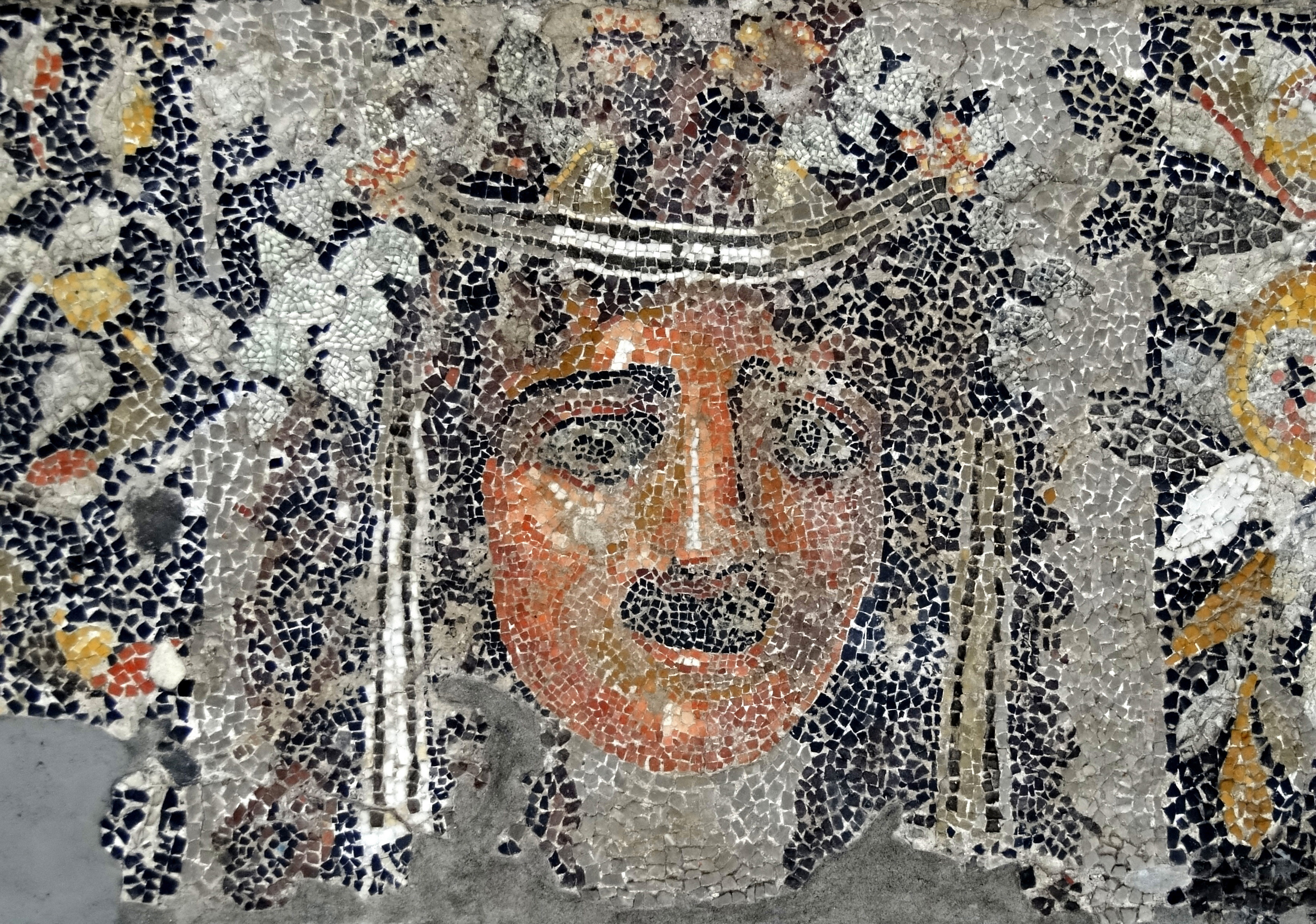
Mosaïque de l'insula des joailliers
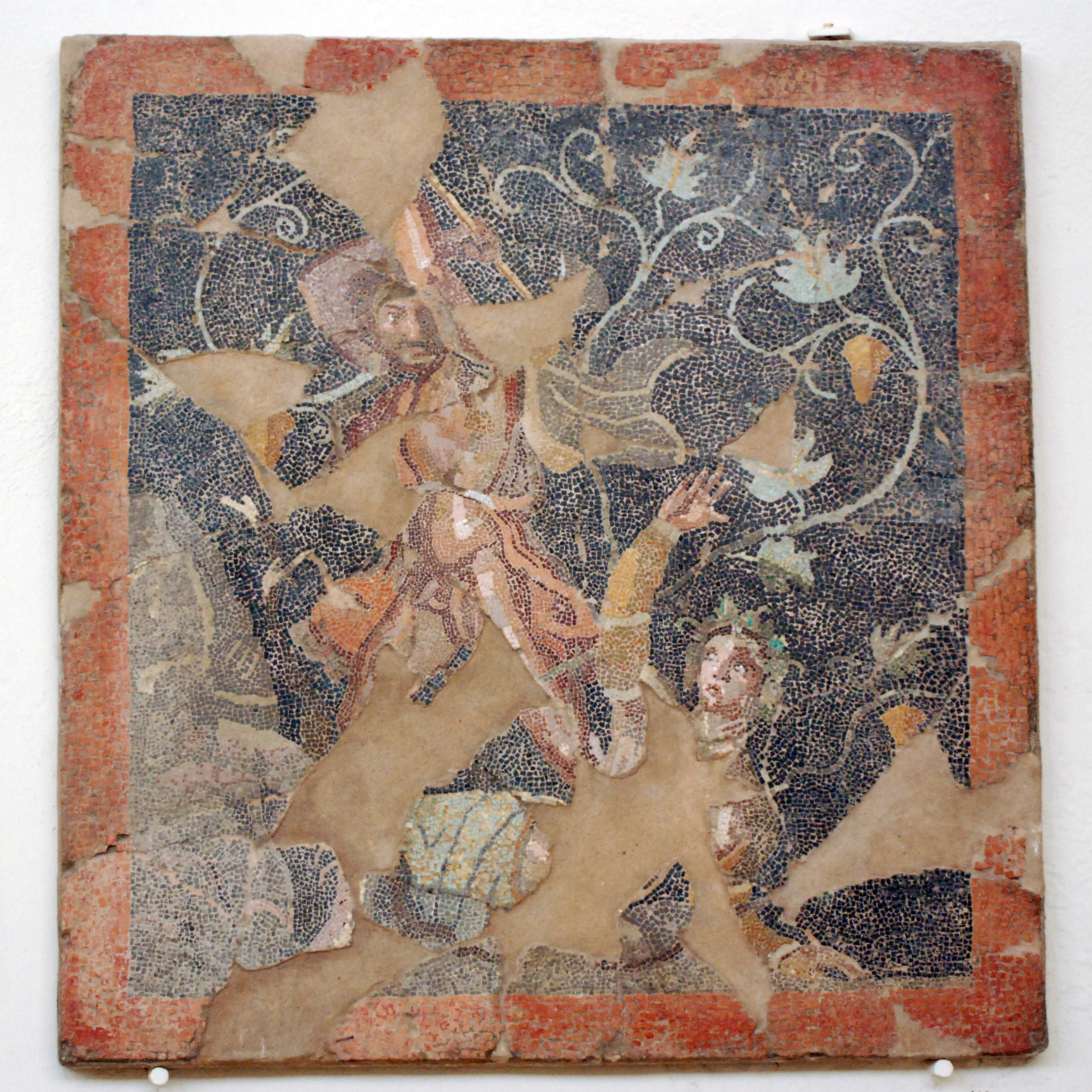
Mosaïque représentant le roi Lycurgue de Thrace tuant Ambrosia (IIe siècle av. J.-C.)
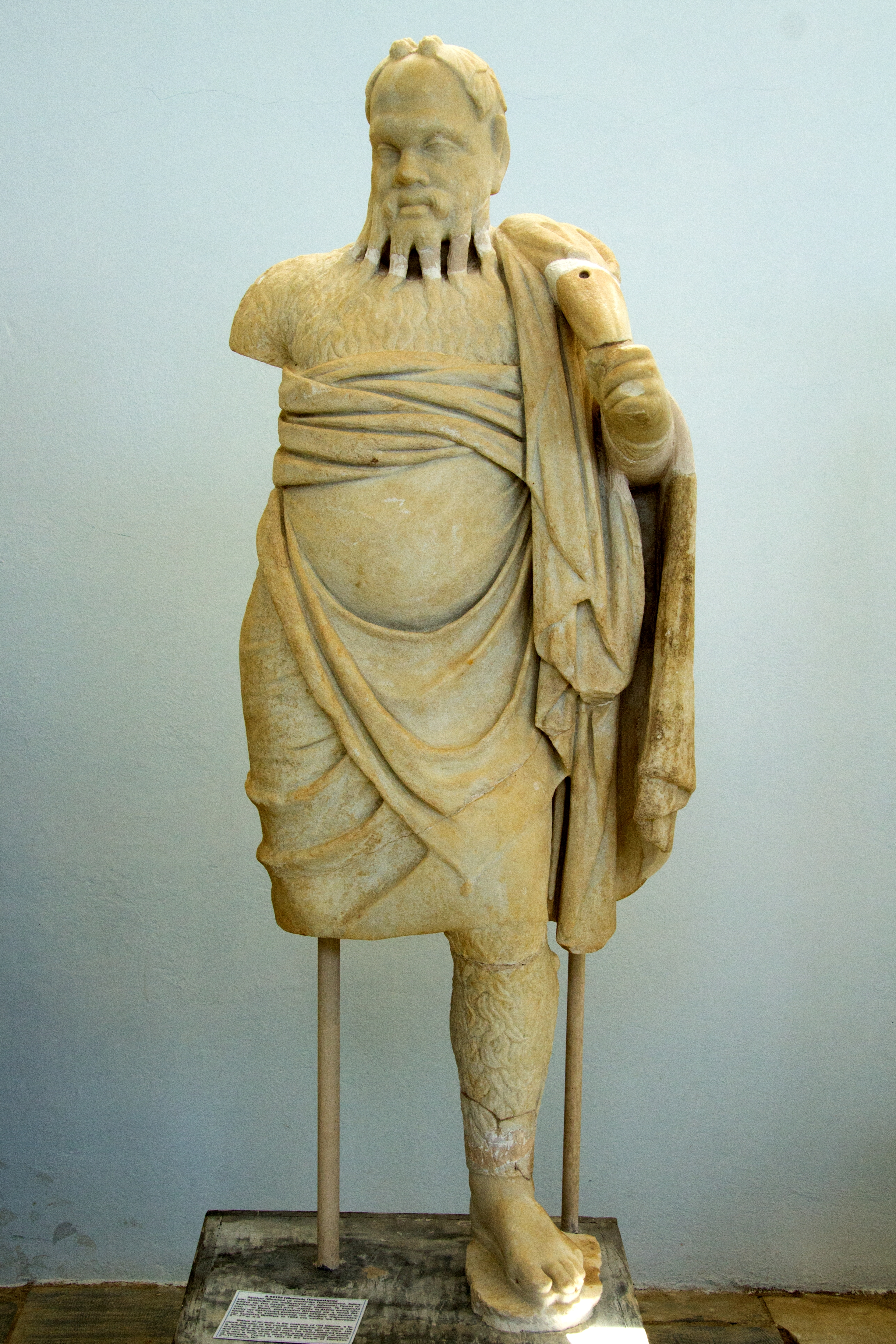
Silène, tuteur de Dionysos. IIe ou Ier siècle av. J.-C.
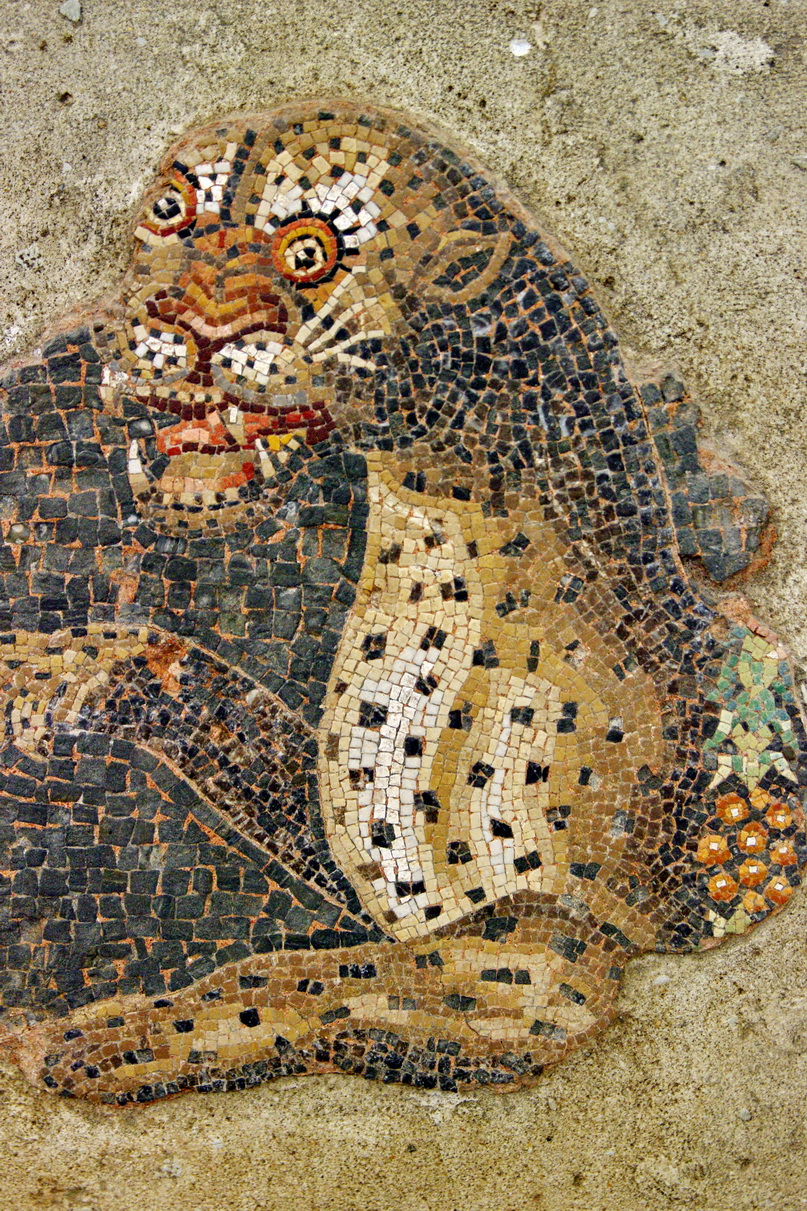
Mosaïque de la Maison des Masques
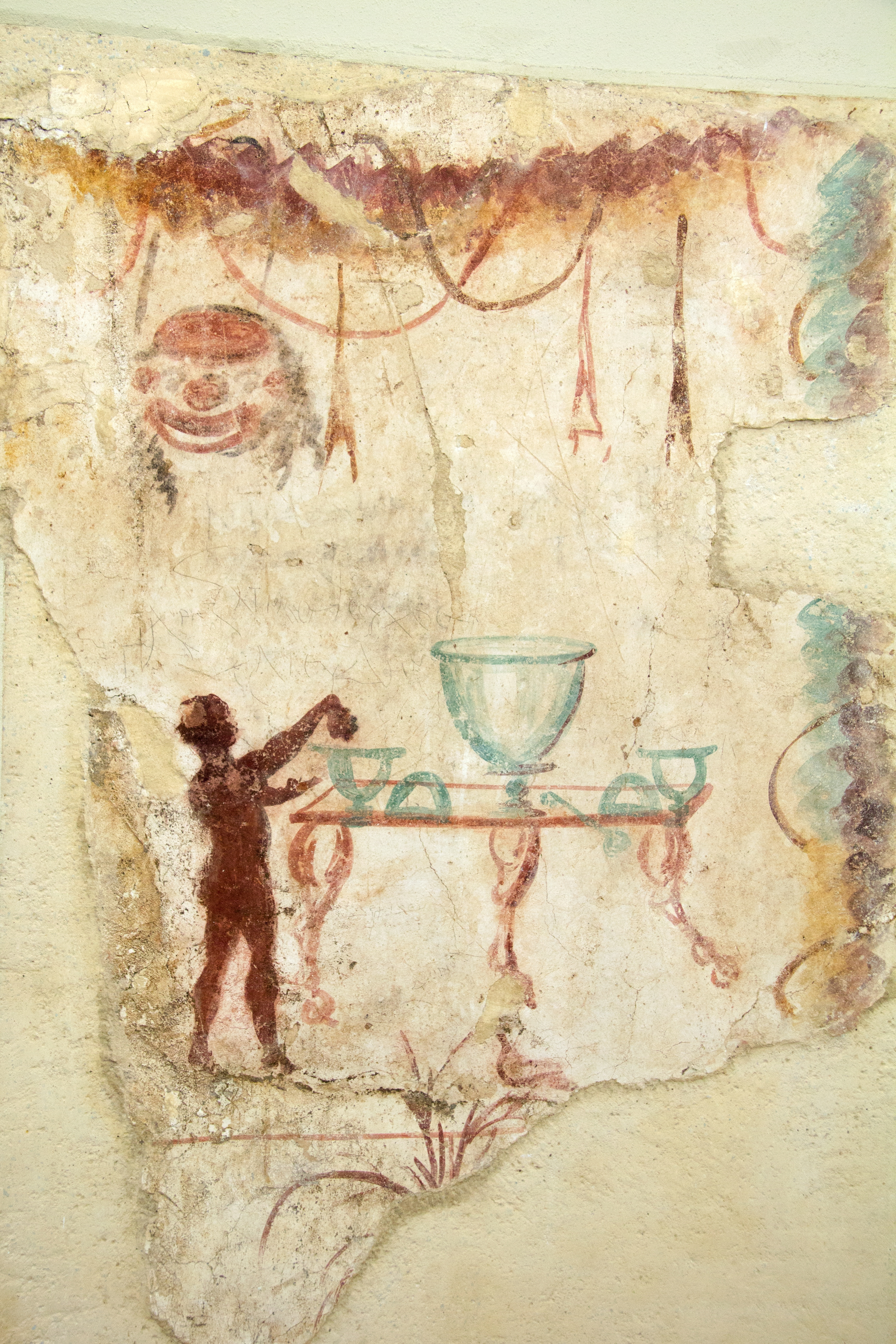
Préparations d'un symposium dionysiaque. Peinture murale de Délos, vers 100 av. J.-C.
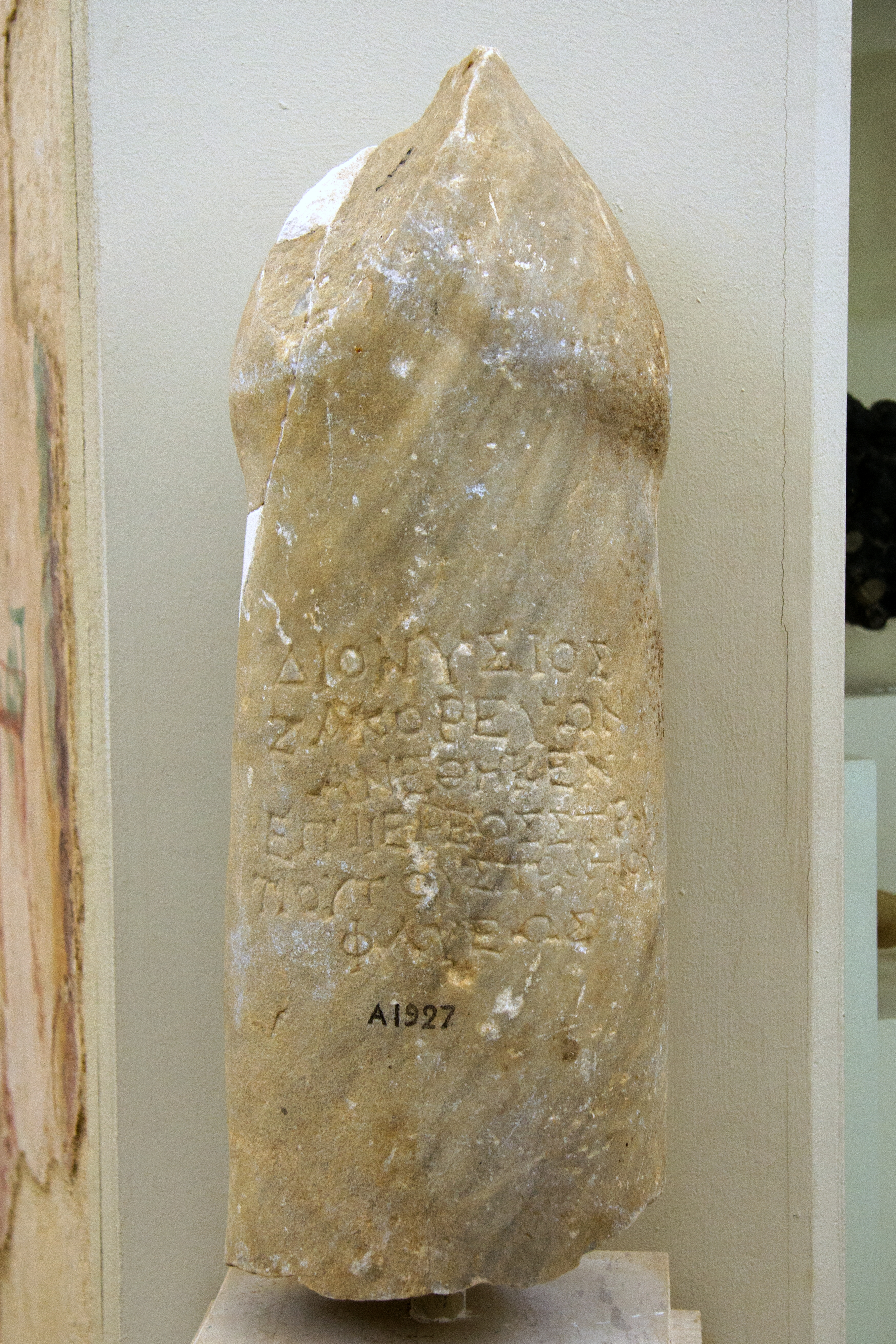
Phallos en pierre avec inscription votive.
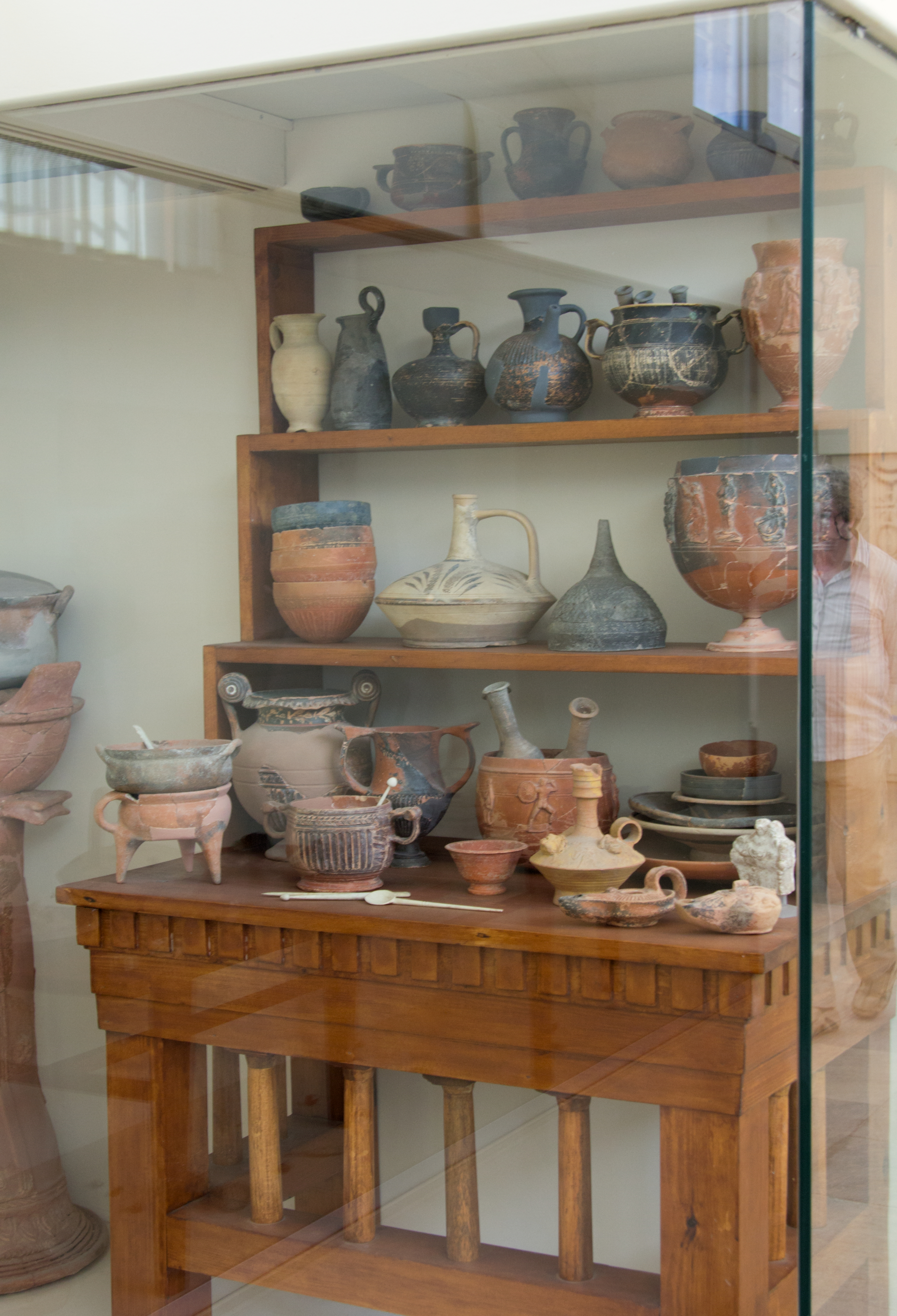
Vaisselle, époque romaine.